# Контент-маркетинг
Конте́нт-ма́ркетинг (англ. content marketing)  — це розповсюджена в сучасній маркетинговій практиці технологія привернення уваги та залучення цільової аудиторії до бренду за допомоги створення та поширення пов'язаної з ним актуальної та цінної інформації. Сьогодні найпоширенішими комунікаційними каналами контент-маркетингу є вебсайти та соціальні мережі. Контент-маркетинг широко використовується не тільки найуспішнішими світовими компаніями, але й підприємствами малого та середнього бізнесу.

## Цілі контент-маркетингу
Міжнародне агентство «Econsultancy» провело дослідження серед 1000 фахівців у сфері контент-маркетингу, щоб визначити основні ключові цілі даної технології маркетингу.
Головною метою контент-маркетингу більшість вважає залучення аудиторії (52 %), другою за популярністю відповіддю є залучення трафіку на вебсайт компанії (42 %), третє ж місце займає наступний варіант: інформування користувачів про компанію і бренд.
Також були названі інші варіанти (за спаданням): продаж товарів і послуг, пошукова оптимізація та лінкбілдінг, формування образу бренду і компанії в свідомості користувачів, досягнення статусу експертів у галузі.

## Принципи контент-маркетингу
Основні принципи успішної стратегії контент-маркетингу пов'язані зі створенням якісного контенту, що одночасно дає читачам корисну інформацію і рекламує товари або послуги. Контент, що стирає межі між інформуванням клієнта і просуванням товарів і послуг, є однією з ключових тенденцій контент-маркетингу сьогодні. Отже, до основних принципів створення якісного контенту належать:
- Контент повинен бути пов'язаний з брендом

Якісний контент повинен відповідати вашій маркетингової стратегії і допомагати реалізовувати її. Якщо ваші тексти не пов'язані з вашим брендом, вони не зможуть залучити аудиторію в орбіту вашої компанії. Тому створюйте контент, який розповідає про ваш бренд, пояснює вашу місію і висвітлює вашу повсякденну діяльність. Ваш контент повинен простим і зрозумілим для цільової аудиторії. У цьому випадку він знайде відгук серед споживачів, які будуть дізнаватися про ваш бренд.
- Створення контенту на постійній основі

Якісний рекламний контент завжди залишається актуальним. Однак слід підтримувати популярність бренду, час від часу випускаючи новий контент. Для досягнення максимального результату, бажано перетворити контент-майданчик в платформу, яка постійно розвивається і оновлюється.
- Використовування різних медіаканалів

Інтернет дає практично необмежені можливості для поширення контенту. Треба використовувати різні платформи і способи подачі інформації, щоб залучити аудиторію в соціальну взаємодію.
- Створення контенту, що надихає

Слід пам'ятати, що контент може надихати аудиторію. Надихаючи людей, можна підвищити ефективність маркетингової кампанії. Якісний матеріал може пов'язати значущі і важливі для людей цінності з брендом.
- Створення контенту, що базується на повсякденному досвіді аудиторії

Багато найкращих маркетингових ідей пов'язані з повсякденним досвідом. Кожна людина любить спілкуватися і жартувати з друзями, всі мають власне уявлення про красу. Саме тому слід шукати ідеї для створення конверсійного контенту в повсякденному житті.

## Контент-маркетинг у соціальних медіа
Контент-маркетинг набув особливої популярності завдяки бурхливому розвитку соціальних медіа. На сьогодні соціально-медійні платформи є одним з найефективніших каналів розповсюдження цінного контенту серед великої кількості користувачів соціальних мереж.

### Переваги контент-маркетингу у соціальних медіа
До основних переваг використання контент-маркетингу відносяться:
- Інтелектуальні ресурси бренду. За допомогою контент-маркетингу підприємства можуть збирати «feedback» від споживачів (зворотній зв'язок), встановити присутність бренду, або, можливо, просто спостерігати, як їх бренди обговорюються та сприймаються. Також за допомогою соціально-медійних платформ компанії можуть слідкувати за останніми трендами у смаках та преференціях споживачів, управляти лояльністю та здійснювати маркетингову сегментацію ринку.

- Новий маркетинговий канал. На думку багатьох спеціалістів у сфері контент-маркетингу даний новий маркетинговий канал повинен бути інтегрованим разом з традиційними каналами у маркетингову стратегію підприємства і розглядатися як частина маркетингового міксу.

- Заощадження витрат. Контент-маркетинг є мало витратним засобом просування товарів та послуг на глобальному рівні.

- Встановлення зв'язків. Контент-маркетинг може бути відмінним способом знаходження постачальників або співробітників за допомогою таких соціальних мереж, як LinkedIn, де люди реєструються з ціллю обміну професійною інформацією.

- Опізнаваність бренду. За допомогою контент-маркетингу можливо встановити присутність бренду компанії у соціальних мережах та забезпечити позитивний імідж компанії в цілому або бренду.

### Ризики контент-маркетингу у соціальних медіа
Основними ризиками, що пов'язані з використанням контент-маркетингу, є наступні:
- Агресивне рекламування. Існує така думка, що контент-маркетинг є достатньо агресивним інструментом рекламування, просування та продажу товарів. Останнє може відштовхнути існуючих та потенційних споживачів и призвести до того, що користувачі покинуть соціальну мережу.

- Лімітовані можливості електронної комерції. Багато спеціалістів вважають, що контент-маркетинг не може бути використаний як канал продажу товарів та послуг, адже соціально-медійні платформи ще не готові вести прямої електронної комерції. Контент-маркетинг не повинен ставати занадто комерційно орієнтованим. У протилежному випадку користувачі не матимуть бажання залишитися у соціальних мережах за наявності великого тиску, що спонукає до придбання товару або послуги.

- Видобуток даних. Незважаючи на поширену думку, що контент-маркетинг є простим та зручним способом збору інформації щодо споживачів, цей процес може бути не таким легким у майбутньому. Існує велика  імовірність, що питання приватності можуть обмежити доступ до особистої інформації користувачів/споживачів.

- Правові питання. На сьогодні існує ряд законів, що регулюють правила публікації он-лайн контенту у соціальних мережах. Саме тому підприємства повинні бути особливо обережними при розміщенні інформації с ціллю уникнення порушення діючого законодавства.

- Недостатній рівень контролю над брендом. Контент у соціально-медійному маркетингу може мати критичне значення для бренду, адже компаній мають дуже мало контролю над тим, яка інформація про продукт буде розповсюджена користувачами у соціальних мережах. Для деяких галузей цей фактор є особливо релевантним (фармацевтика, медичне обладнання тощо).[5]

### Стратегія контент-маркетингу у соціальних медіа
На сьогодні багатьох спеціалістів хвилює питання, яке місце посідає стратегія контент-маркетингу у маркетинговій стратегії підприємства. Багато спеціалістів вважає, що контент-маркетинг є гібридним елементом міксу просування та повинен використовуватися додатково до традиційного міксу просування.
При розробці стратегії контент-маркетингу рекомендується використовувати POST-метод (People, Objectives, Strategy, Technology):
- People (люди) — аналіз цільової аудиторії. Розробку міжнародної стратегії контент-маркетингу слід починати з аналізу існуючих або потенційних споживачів та аналізу соціально-медійних платформ, що ними використовуються. Даний етап, що включає до себе дослідницьку діяльність, ідентифікує, яким видам он-лайн діяльності споживачі надають перевагу.

- Objectives (цілі) — визначення чітких цілей. Компанія повинна мати чітко визначені цілі своїй майбутньої он-лайн кампанії. Як згадувалось раніше, цілями даної кампанії може бути управління репутацією он-лайн, підвищення впізнаваності бренду тощо. Не слід також забувати, що загальною ціллю будь-якої кампанії контент-маркетингу є забезпечення присутності компанії у соціальних медіа.

- Strategy (стратегія) — розвиток взаємовідносин зі споживачами. Для реалізації даного етапу розвитку стратегії контент-маркетингу, перш за все, треба відповісти на наступне питання: "Як само ви хочете змінити відносини з клієнтам? Визначають п'ять основних стратегій, до яких схиляється більшість сучасних компаній у сфері взаємовідносин з клієнтами:

1. Вислуховування: дослідження того, що клієнти говорять про продукцію або послуги компанії.
2. Висловлювання: використовуючи соціальні медіа с ціллю поширення оголошень, ідей і думок до клієнтів.
3. Заряджання енергією: пошук клієнтів і розвиток взаємовідносин співпраці.
4. Підтримка клієнтів у сфері надання допомоги один одному
5. Залучення клієнтів до бізнесу для досягненні цілей та дизайн продукції.

- Технологія (технологія) — підбір інструментів соціальних медіа. При формуванні соціально-медійного міксу провести ретельний аналіз існуючих соціальних медіа та їх призначення. Також слід звернути увагу на преференції споживачів у користуванні тими чи іншими соціальними мережами. Правильно підібраний соціально-медійний мікс забезпечить успішну реалізацію стратегії контент-маркетингу.[6]

Однією з важливих складових будь-якої стратегії контент-маркетингу є система метрик, що вимірює ступінь ефективності останньої. Спеціалістами в сфері контент-маркетингу рекомендується використовувати наступні метрики для оцінки ефективності стратегії контент-маркетингу:
- Рівень досяжності. Даний показник вимірюється кількістю фанатів або послідовників сторінки соціальної мережі. Відстеження даного показника допоможе визначити, чи додає сторінка в соціальній мережі цінність на рівні загального соціального простору. Високий рівень досяжності забезпечує збільшення потенціалу поширення контенту.

- Направлений трафік. Вебсторінка є он-лайн базою, на яку соціально-медійні аккаунти направляють Інтернет трафік та потенційних споживачів. Відстежуючи кількість трафіку, що направляється на вебсторінку від різних соціально-медійних аккаунтів, можна встановити які саме медіа канали є найціннішими.

- Ставлення користувачів. Успіх стратегії контент-маркетингу залежить від емоцій, що висловлюються користувачами. Слід завжди уважно переглядати опубліковані пости та визначати, чи є отриманий «feedback» позитивним або негативним.[7]

- Інтеракція/Залучення користувачів. Даний показник є критичним для успіху стратегії контент-маркетингу. Саме кількість коментарів, ретвітів, згадувань, «shares» є кількісним показником півня інтеракції та залучення користувачів.[8]

- Рівень відгуку. Як правило, компанії фокусують свою увагу на публікації контенту, але дуже часто забувають спілкуватися зі своїми користувачами. Саме тому слід вимірювати рівень частоти відгуку на повідомлення або коментарі користувачів.[9]

### Соціально-медійні платформи
Див. статті Соціальні медіа та Соціальна мережа
Поняття «соціальні медіа» об'єднує в собі різні види інтернет-ресурсів, призначених для обміну інформаційними повідомленнями між користувачами. До соціальних медіа ставляться соціальні мережі, блоги, мікроблоги, Wikipedia, відеохостинги та інші ресурси, що характеризуються наявністю спільноти користувачів та їх взаємодією навколо певного виду контенту. Ці ресурси збирають багатомільйонну аудиторію користувачів, що все більше часу проводить в он-лайн середовищі.
У контент-маркетингу найуспішніше використовуються такі соціально-медійні платформи, як Facebook, Twitter, Foursquare, Блог, LinkedIn і YouTube.

#### Facebook
Facebook — це найбільша соціальна мережа у світі. Facebook дозволяє створити профіль з фотографією та інформацією про себе, запрошувати друзів, обмінюватися з ними повідомленнями, змінювати свій статус, залишати повідомлення на своїй і чужій «стінах», завантажувати фотографії і відеозаписи, створювати групи (спільноти за інтересами).

#### Twitter
Twitter — це система, що дозволяє користувачам відправляти короткі текстові замітки (до 140 символів), використовуючи вебінтерфейс, SMS, засоби миттєвого обміну повідомленнями або сторонні програми-клієнти. Особливістю даної соціально-медійної платформи є публічна доступність розміщених повідомлень, що називається мікроблогінгом.

#### Foursquare
Foursquare — соціальна мережа з функцією геопозиціонування, призначена в основному для роботи з мобільних пристроїв. Foursquare дозволяє користувачеві з'єднуватися з друзями, оновлювати своє і дізнаватися їх місце розташування. Спеціальні бали нараховуються за кожен «чек-ін» в об'єктах. Користувачі можуть також налаштувати трансляцію публікацій про їх місцезнаходження в Twitter і Facebook.

#### Блог
Блог — вебсторінка, основним вмістом якої є регулярно додані записи (пости), що містять текст, зображення або мультимедіа. Для блогів характерні недовгі записи тимчасової значущості, відсортовані у зворотному хронологічному порядку (останній запис зверху). Сукупність блогів в Інтернеті називають блогосферою.

#### LinkedIn
LinkedIn — соціальна мережа для пошуку та встановлення ділових контактів. У LinkedIn зареєстровано понад 150 мільйонів користувачів, що представляють 150 галузей бізнесу з 200 країн.

#### YouTube
YouTube — сервіс, що надає послуги відеохостингу. Користувачі можуть додавати, переглядати і коментувати ті чи інші відеозаписи. YouTube являє собою форум для спілкування, інформування та натхнення користувачів по всьому світу, виступаючи як платформа поширення для творців оригінального контенту та компаній-рекламодавців будь-якого розміру.